# Чимитов, Гунга Гомбоевич
Гунга Гомбоевич Чимитов (бур. Шэмэдэй Гомбын Гунгаа) (15 ноября 1924, улус Хошун-Узур Мухоршибирский район, Бурятская АССР, РСФСР — 5 февраля 2014, Улан-Удэ, Российская Федерация) — бурятский российский поэт и переводчик, народный поэт Республики Бурятия.

## Биография
В начале Великой Отечественной войны работал в колхозе. В 1949 г. окончил театрально-музыкальное училище им. П. И. Чайковского в Улан-Удэ. В 1956 г. окончил Литературный институт им. А. М. Горького.
Работал в Радиокомитете литературным редактором. Начал переводить произведения художественной литературы с русского на бурятский. Им переведены произведения Пушкина («Сказка о попе…», «Борис Годунов»), Гоголя («Шинель», «Ревизор»), Горького («Враги», «Васса Железнова», «Последние»), Шолохова («Судьба человека»), стихи Маршака, Михалкова, Барто, а также «Витязь в тигровой шкуре» Шота Руставели.
Наряду с переводами работал над собственными стихами, рассказами и очерками. Им изданы книги «Мой Тугнуй просторный» (стихи), «Председатель колхоза» (очерк), «Хулдай мэргэн» (улигер) в соавторстве с Даши Черниновым. В 1974 г. вышел сборник его стихов «Хлеб». Опубликовал стихи, сказок, рассказы, пьесы для детей; автор текстов многих популярных в Бурятии песен, среди них: «Сестра и брат», «Береги свою любовь», «Песенка солдата» и другие.
Многие годы работал в редакции журнала «Байкал».

## Награды и звания
- Орден Дружбы (18 ноября 2004 года) — за многолетнюю плодотворную деятельность в области культуры и искусства[1]
- Народный поэт Бурятии